# (16841) 1997 WY49
A (16841) 1997 WY49 a Naprendszer kisbolygóövében található aszteroida. A LINEAR projekt keretében fedezték fel 1997. november 26-án.